# Roger Decock
Roger Decock (Izegem, 20 april 1927 – Aarsele, 31 mei 2020) was een Belgisch wielrenner. 

## Loopbaan
Hij was prof van 1949 tot 1961. Roger Decock won in 1951 Parijs-Nice. In 1952 behaalde hij met de Ronde van Vlaanderen de grootste overwinning uit zijn carrière. Een overwinner die hij volgens hem te danken had aan een speciaal zalfje. Hij nam deel aan de Ronde van Frankrijk 1951 en Ronde van Frankrijk 1952. In 1951 was hij getuige van de val in het ravijn van geletruidrager Wim van Est. Decock alarmeerde de reddingsploegen om de gewonde Van Est te redden.
Decock had talent, was een harde werker én niet bang van avonturen. Hij was sluw en slim, en wist dat hij met zijn wilskracht en capaciteiten een stuiver kon verdienen, om een beter bestaan te creëren. Dat deed hij: als jonge smokkelaar tijdens de Tweede Wereldoorlog, als pientere beroepsrenner in de jaren 50 en als wakkere cafébaas na zijn carrière.
In 2002 werd zijn woonplaats Aarsele uitgeroepen als dorp van de Ronde van Vlaanderen ter ere van de vijftigste verjaardag van zijn overwinning. Zijn bijnaam was Petje Decock omdat hij het gezicht was van de petten van het sportmerk Derby Sport. Roger Decock overleed in 2020 op 93-jarige leeftijd.

## Belangrijkste overwinningen
1949
- GP Briek Schotte

1951
- Kampioenschap van Vlaanderen - Koolskamp
- Eindklassement Paris-Nice[4]

1952
- Ronde van Vlaanderen[4]

1954
- 3e etappe Ronde van België
- 4e etappe deel a Ronde van België
- 5e etappe Ronde van België
- Scheldeprijs[4]

1957
- Nationale Sluitingsprijs[4]

## Resultaten in voornaamste wedstrijden
| Jaar | Ronde van Italië | Ronde van Frankrijk | Ronde van Spanje |
| ---- | ---------------- | ------------------- | ---------------- |
| 1950 |                  |                     |                  |
| 1951 |                  | 17e                 |                  |
| 1952 |                  | 38e                 |                  |
| 1953 |                  |                     |                  |
| 1954 |                  |                     |                  |
| 1955 | 73e              |                     |                  |
| 1956 |                  |                     |                  |
| 1957 |                  |                     |                  |
| 1958 |                  |                     | opgave           |
| 1959 |                  |                     |                  |
| 1960 |                  |                     |                  |
| 1961 |                  |                     |                  |

| Jaar | Milaan-San Remo | Gent-Wevelgem | Ronde van Vlaanderen | Parijs-Roubaix | Luik-Bast.‑Luik | Ronde van Lombardije | Omloop Het Volk | Waalse Pijl | Parijs-Brussel |  | WK op de weg |  | Wereldranglijsten |
| ---- | --------------- | ------------- | -------------------- | -------------- | --------------- | -------------------- | --------------- | ----------- | -------------- |  | ------------ |  | ----------------- |
| 1950 |                 | 9e            |                      | 33e            |                 |                      | 15e             |             | 9e             |  |              |  |                   |
| 1951 |                 | 4e            | 19e                  | 22e            |                 |                      | 29e             | 17e         | 47e            |  |              |  |                   |
| 1952 |                 |               | ↑                    | 12e            | 6e              |                      | 37e             | 7e          | 46e            |  | 10e          |  |                   |
| 1953 | 54e             | 9e            | 11e                  | 6e             |                 |                      | 18e             |             |                |  |              |  |                   |
| 1954 |                 | 16e           | 9e                   | 10e            | 7e              | 31e                  |                 | 8e          | 8e             |  | 17e          |  | 5e (CDC)          |
| 1955 |                 |               | 7e                   |                | 11e             |                      |                 | 11e         | 4e             |  |              |  |                   |
| 1956 | 20e             | 15e           | 11e                  | 12e            |                 | 6e                   | 4e              |             |                |  |              |  |                   |
| 1957 |                 | 31e           | 75e                  |                |                 |                      | 12e             |             | 9e             |  |              |  |                   |
| 1958 | 10e             | 45e           | 58e                  |                |                 |                      | 35e             | 20e         | 31e            |  |              |  |                   |
| 1959 | 101e            | 27e           | 29e                  |                |                 |                      |                 |             |                |  |              |  |                   |
| 1960 |                 |               |                      |                |                 |                      |                 | 27e         |                |  |              |  |                   |
| 1961 |                 |               |                      |                |                 |                      | 24e             |             |                |  |              |  |                   |